# Tadeusz Dębicki
Tadeusz Dębicki (* 31. August 1945 in Kalisz) ist ein polnischer Politiker (Samoobrona).
Von 25. September 2005 bis 2007 war er Abgeordneter der Samoobrona im Sejm. Er wurde mit 10.027 Stimmen im Wahlkreis 36 Kalisz gewählt. Er ist verheiratet.